# Амилкар Кабрал
Амилкар Лопез де Коста Кабрал (порт. Amílcar Lopes da Costa Cabral; Бафата, 12. септембар 1924 — Конакри, 20. јануар 1973), познат и под ратним именом Абел Џаси, био је инжењер агрономије по струци, писац, мислилац и политичар у Гвинеји Бисао и Зеленортским Острвима. Био је вођа црначког националистичког покрета за ослобођење Гвинеје Бисао и Зеленортских Острва од португалске колонијалне власти и вођа герилске борбе против португалских снага у рату за независност. Убио га је политички противник 1973. године.

## Биографија
Рођен је 1913. године у Бафати, данашња Гвинеја Бисао, као син оца са Зеленортских острва и мајке из Гвинеје Бисао. Средњу школу је завршио на Зеленортским острвима, а затим је уписао Агрономски факултет у Лисабону. За време студија, основао је студентске организације које су се залагале за рушење Салазарове диктатуре у Португалији и ослобађање португалских колонија у Африци.
У Африку се вратио 1950-их и био једна од кључних личности у постављању циљева за стицање независности португалских колонија у Африци. Био је оснивач Афричке партије за независност Гвинеје и Зеленортских Острва (ПАИГЦ) 1956, и касније исте године један од оснивача, заједно с Агостином Нетом (којег је упознао у Лисабону), Народног покрета за ослобођење Анголе (МПЛА).

### Рат за ослобођење
Кабрал је од тада био вођа герилског покрета за независност од португалске власти у Гвинеји Бисао, који је постао један од најуспешнијих ратова за независност у историји Африке. Циљ борбе био је омогућавање слободе не само за Гвинеју Бисао, него и за Зеленортска острва.
Током припрема за ослободилачки рат, Кабрал је основао кампове за тренинг у суседној Гани, са допуштењем Квамеа Нкруме. Своје официре је подучавао вештинама конверзације и способности уверавања становништва да се придружи ослободилачкој герили.
Убрзо је схватио да се ратни напори могу издржати само ако његови борци науче како да сами узгајају храну и квалитетније живе у џунгли, изван урбаних подручја. Као инжењер агрономије по струци, научио је своје људе да они науче локалне пољопривреднике бољим земљорадничким техникама. На тај су начин пољопривредници и земљорадници могли да произведу не само довољно хране за своју породицу и племе, него и за борце ПАИГЦ-а. Када нису учествовали у борбама, Кабралови герилци су помагали сељацима у обрађивању земље.
Сем тога су Кабрал и његови герилци широм земље основали систем пазара на којима су се намирнице продавале јефтиније од оних у трговинама које су држали португалски колонијалисти. Кабрал је такође основао мрежу болница и тријажних станица чије се особље бринуло за рањене борце ПАИГЦ-а. Медицинску опрему примали су од Совјетског Савеза и Шведске. Пазари и болнице су у почетку биле стационарне, све док се нису нашле под честим ударима португалске колонијалне војске.
Кабрал је 1972. године започео са оснивањем Народне скупштине у припремама за стицање независности нове државе. У томе га је прекинуо бивши одметнути члан ПАИГЦ-а, Иносенсио Кани, који га је убио уз помоћ португалских тајних агената убачених у ПАИГЦ. Тако је пропао план португалских власти да га ухапсе и затворе. Атентат на Кабрала десио се у Конакрију, Гвинеја, где је било седиште штаба ПАИГЦ-а. Амилкара је на месту вође ПАИГЦ-а наследио полубрат Луиш Кабрал, који је ускоро постао и први председник независне Гвинеје Бисао.
Осим што је био изузетно цењен као способан герилски вођа, Амилкар Кабрал је у међународним круговима био познат као један од најистакнутијих афричких мислилаца 20. века захваљујући свом обимном раду на формулисању културних, психолошких и историјских предуслова с циљем оправдања и појашњења афричких покрета за независност. Његове идеје су биле под утицајем марксизма, иако се он сам никад није декларисао као марксист.

## Наслеђе
Кабрал се сматра за „револуционарног теоретичара једнако значајног као Франц Фанон и Че Гевара“ чији се утицај проширио далеко ван афричког континента. Његово име данас носи међународни аеродром и фудбалски Куп Амилкара Кабрала на Зеленортским острвима. У Гвинеји Бисао његово име носи једини приватни универзитет у земљи, у граду Бисаоу. Жозе Пеижињо складао је 1973. елегију посвећену Кабралу.